# Die lustigen Weiber von Windsor (1965)
Die lustigen Weiber von Windsor ist eine österreichische Opernverfilmung nach der gleichnamigen Vorlage von Otto Nicolai (Musik) und William Shakespeare (Inhalt). Regie führte Georg Tressler.

## Handlung
Sir John Falstaff ist ein ziemlicher Filou. Der notorisch klamme Schürzenjäger und Trunkenbold hat einen identischen Liebesbrief an gleich zwei Frauen abgeschickt. Eine von ihnen, Mistress Ford, beschließt, zusammen mit Frau Reich, ihm eine Lehre zu erteilen. Mistress Ford lädt Falstaff daraufhin zu einem Stelldichein in ihr Haus ein, während die andere einen Brief an Mr. Ford absendet, um diesen von Falstaffs Tête-à-Tête mit dessen Gattin zu unterrichten.
Es kommt wie es kommen muss: Ford und Herr Reich erscheinen just im für Falstaff höchst ungünstigen Moment und sorgen durch ihre Aktionen für heillose Verwirrung. Falstaffs liederliche Absichten werden konterkariert und bringen den notorischen Tunichtgut in höchste Bedrängnis. Am Ende ist der gedemütigte Falstaff von seinem Hang zu ständigen, amourösen Eskapaden geheilt, und ganz nebenbei hat Frau Reichs Tochter Ann in dem schmucken wenngleich armen Fenton ihre große Liebe gefunden.

## Produktionsnotizen
Die lustigen Weiber von Windsor wurde von Juni bis August 1964 in Wien gedreht. Die Uraufführung erfolgte am 6. März 1965 in Wien, in Deutschland lief das Werk am 15. März 1968 an.
Die Ausstattung besorgte Gerd Krauss, die Kostüme gestalteten Hans Nowotny, Elfriede Mitterhuemer und Helga Pinnow. Für Choreografie und Tanz zeichnete Rosella Hightower verantwortlich. Die Produktionsleitung lag in den Händen von Robert Russ.

## Kritiken
„Das Libretto der komischen Oper bot Tresslers Sinn für Realismus Reibungsflächen. So tritt hier sein Sinn für Komik  in den Vordergrund, allerdings gebremst durch das langsame Tempo, das die musikalische Struktur unausweichlich mit sich brachte. Die Mischung aus chargenhaft theatralischem Spiel und einer rein filmischen Auflösung mit sehr beweglicher Kamera entspricht den Bedürfnissen der Vorlage weitgehend. Dennoch fehlt auch dieser Opernverfilmung der Mut zu einer radikalen Ästhetik, die die Widersprüche von Oper und Film zu einer höheren Einheit zusammenbracht (wie etwa Ophüls‘ DIE VERKAUFTE BRAUT und Straub/Huillets MOSES UND ARON).“

„In bäuerlich-derbem Stil gehaltene, weitgehend gelungene Verfilmung von Otto Nicolais Oper.“

Auf film.at heißt es: „Tresslers Konzept bei den LUSTIGEN WEIBERN VON WINDSOR demonstriert, dass Oper auf der Leinwand kein abgefilmtes Theater sein darf, sondern eine in originärer Bildsprache erzählte Geschichte. Das Auditive unterstützt eine turbulente, nie ermüdende Spielhandlung, deren inszenatorische Ideen gut getimet sind. Tressler lässt die Handlung nie anhalten, der Zuseher folgt dem Gesang durch die Bewegungen der ProtagonistInnen. Die Filmszene wird zu einer kleinen Bühne. Für Opernfreunde bemerkenswert ist der erste Leinwandauftritt von Lucia Popp.“

„"DIE LUSTIGEN WEIBER VON WINDSOR sind, nicht nur für Opernfreunde, ein Geheimtipp. Die Opernverfilmung kombiniert schlau die Möglichkeiten der Kamera (Tresslers Lieblingskameramann Sepp Riff zusammen mit Hannes Staudinger) mit einer slapstickhaften, total entkrampften Inszenierung und Elementen eines bewußten cinema impur."“

„"Miss Boky may well become the Brigitte Bardot of the opera world. The film has hardly begun before she is out of her clothes and into a wash-tub bath that involves pulchritudinious displays of a kind never seen on the opera stage. And she can sing, too."“